# سويمة (الكرك)
قالب:بطاقة تجمع سكاني

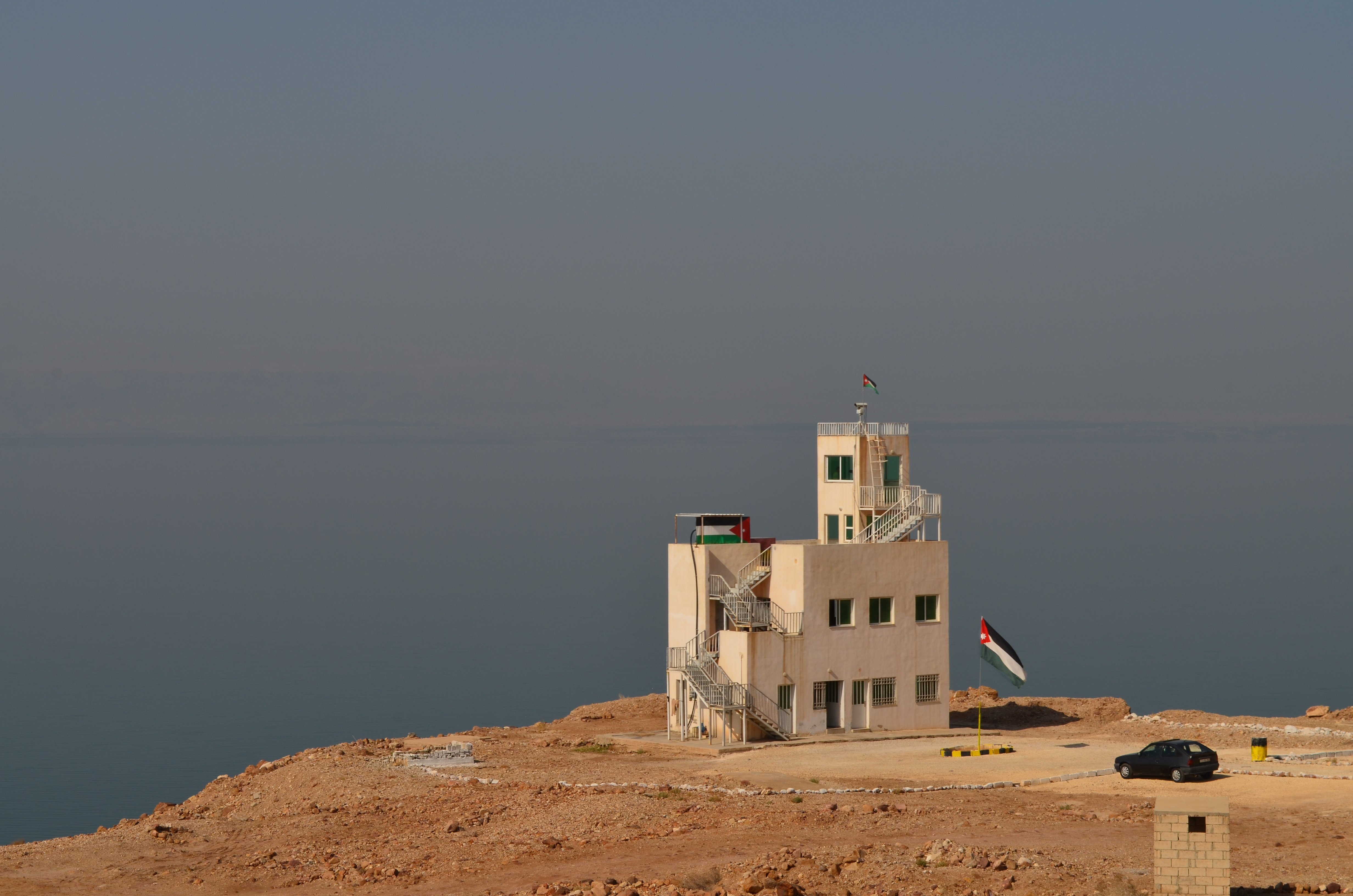
نقطة حرس حدود بالبحر الميت، بالقرب من قرية سويمة، محافظة البلقاء، الأردن.

قرية سويمة هي قرية تبعد 74 كم عن عمان، تقع في الطريق المؤدي لزيارة البحر الميت الذي يبعد عنها 1,5 كم. تعيش هذه القرية معاناة من جميع النواحي الاقتصادية والاجتماعية وتدني مستوى الخدمات فيها

## التسمية
السوم في اللغة هو عرض السلعة على البيع أي المساومة والمجاذبة بين البائع والمشتري على السلعة، والسوم أيضا هو الرعي والسوم هي العلامة.
يقال أن تسمية سويمة جاءت فيها روايتان: الأولى تقول من سام يسوم الإبل أي يسوقها، والمعروف أن تربية اللإبل تكثر في المنطقة، والرواية الثانية تقول نسبة سام بن نوح.

## الموقع
تقع قرية سويمة إلى الشمال الشرقي على بعد 1,5 كم من البحر الميت وعلى بعد 74 كم إلى الجنوب الغربي من العاصمة عمان، و45 كم من السلط مركز محافظة البلقاء التي تتبعها سويمة إداريا.

## الإدارة المحلية
وتدير بلدية سويمة القرية منذ تأسيسها عام 1995 م بعد أن كانت تدار من قبل انشئ عام 1982 م، ويقطن القرية حاليا عشيرة الجعارات التي قدمت إلى القرية مع عدد من العشائر المختلفة من غور المزرعة في الكرك منذ نهاية القرن التاسع عشر وبداية القرن العشرين لتستقر في سويمة وبالذات في حي الخصاص حتى بداية الأربعينات مشكلة تجمع سكاني ظهر في خرائط عام 1946م وحاليا تضم الاحياء التالية:

### الأحياء
- حي الخصاص: يقع إلى الشمال الغربي من حي سويمة وعلى ارتفاع (-330 إلى -340).
- .حي العبدلات: سمي بذلك نسبة إلى عشيرة العبدلات التي تتركز فيه ويقع إلى الشمال الشرقي من حي السويمة.
- حي السمرات: يقع إلى الشمال الغربي من حي سويمة وسمي بذلك نسبة إلى عشيرة السمرات إحدى فروع عشيرة الجعارات.
- .حي سويمة البلد: يقع في الطرف الجنوبي الشرقي من القرية.
- حي الغربة: يقع في الطرف الجنوبي الغربي من حي السويمة.
- حي العروس (الصراهدة) : تم ضمه إلى حدود القرية عام 1993م، ويقع إلى الشمال الشرقي من حي سويمة وعلى بعد 4 كم.

## الأهمية
تشهد منطقة البحر الميت حاليا تطوراً ملحوظا وسريعا من الناحية السياحية حيث أولته الحكومة مؤخرا مزيد من الاهتمام من خلال تشجيع الاستثمارات السياحية واجتذابها.
وعلى بعد 5,1 كم تتوضع قرية سويمة بإمكاناتها المادية والبشرية الضغيفة فهذه القرية النائية التي تعاني الفقر ونقص الخدمات المختلفة وضعف البنية التحتية اللازمة للتنمية.
فجاءت الدراسسة لتلقي الضوء على الوضع الراهن للقرية وما تعانيه وتبرز أهمية تحقيق اللامركزية من خلال تحقيق العدالة في توزيع الخدمات على المناطق النائية.

## جغرافية سويمة
المنطقة الغورية هي جزء من الأخدود العظيم ((حفرة الانهدام)) التي تمتد من جبال طوروسإلى هضبة البحيرات الأفريقية مرورا بسهل العمق السوري والأغوار الأردنية إلى العقبة ويمتاز الغور بانخفاض مستواه عن سطح البحر ويبلغ أدنى مستوى له جنوب البحر الميت حوالي 407 تحت سطح البحر.
والى الشمال الشرقي من البحر الميت تتوضع ثرية سويمة على سهل منبسط ناتج عن رسوبيات رملية رسبها نهر الأردن الذي يقع إلى الغرب من القرية على بعد 4كم.
ويواكب هذا التدني في المنسوب تأثير على مناخ سويمة التي تقع ضمن نطاق اللإقليم المداري الجاف الذي يمتاز باترفاع معدل درجة الحرارة التي تزيد عن 18 درجة مئوية وتناقص كمية الأمطار التي لا تزيد عن 100ملم.
يتخلل سهل القرية عدد من الأودية التي تشكل مع بعضها روافد فرعية من نهر الأردن وهي على النحو التالي:
1-	وادي الخضرة أو الخفرة وهو أحد روافد نهر الأردن ويقع إلى الشمال الشرقي من وادي العظيمي.
2-	وادي الطرفة ويقع على بعد 1كم من حي الخصاص ويرفد نهر الأردن.
3-	وادي العظيمي ويقع على بعد 5,2كم جنوب الخصاص ويصب في البحر الميت، ويمر أيضا بوادي سويمة.
4-	وادي خشيم جعوان ويقع إلى الجنوب من وادي سويمة على بعد 6كم ويصب أيضا في البحر الميت.
وتكثر في سويمة عيون الماء التي يبلغ عددا 11 عين ماء، ومن أهم عيون الماء: عين سويمة وعين الحلوة شرق عين سويمة وعين العروس شرق جنوب حي العروس وعلى بعد5, كم وعين بصة مقيم شمال حي الخصاص وعين الغزال.

## سكان سويمة
1.	بلغ عدد سكان سويمة عام 1994م (2053) نسمة أي نحو سبعة أمثال عددهم عام 1953 والبالغ (267).
2.	تبلغ نسبة الزيادة السكانية في سويمة من عام 1952-1994م ما نسبته 52,42%.
3.	ارتفعت نسبة الذكور (نسبة النوع) من 48% إلى (أي 93 ذكر لكل 100 أنثى) إلى 53% (أي 112 ذكر لكل أنثى عام 1994).
4.	تزايد أعداد الأسر من (49) أسرة عام 1952م إلى 270 أسرة عام 1994م وبنسبة زيادة بلغت 26,5%.
5.	ارتفع معدل أفراد الأسرة من 4,5 فرد عام 1952م إلى 6,7 فرد عام 1994م.

## ملكية الأرض
بعد تأسيس إمارة شرق الأردن عام 1921م وبموجب اتفاقية لوزان حصلت الأردن على كافة سجلات الأراضي والمستندات العقارية من الدولة العثمانية وقد أولت الإمارة الفتية ملكية الأرض اهتماما بالغا فقد أصدرت عام 1923 قانون تحرير الأرض لحل مشكلة المشاع (الأرض التي يملكها أكثر من مالك) وفي العام 1926م تم إنشاء دائرة الأراضي والمساحة ووزعت على سبع مديريات تسجيل الأراضي والمساحة في كل من عجلون واربد والسلط ومادبا والكرك بالإضافة للمركز الرئيسي عمان وبدأت عمليات الإفراز منذ بداية الأربعينيات من هذا القرن وشهدت قرية سويمة كغيرغها من القرى الأردنية عام 1951م تحديد مفصل لأحواض القرية وتم تقسيمها إلى أربعة أحواض زراعية وهي:
- الحوض الأول: حوض سويمة الشمالي.
- الحوض الثاني: حوض سويمة الأوسط.
- الحوض الثالث: حوض سويمة الجنوبي.
- الحوض الرابع: حوض جدار البلد.

ويوجد في الأردن خمسة أنواع لملكيات الأراضي هي أراضي الميري والملك والحراج والطوابق ولك الوقف الصحيح المتعارف عليه في دائرة الأراضي والمساحة إلا أنه بعد الاطلاع على سجل الأراضي المنقولة وغير المنقولة في مديرية تسجيل الشونة الجنوبية تبين أن أراضي الميري تشكل ما نسبته 100% من أراضي القرية وهذا النوع من الأراضي يتعرض أكثر من غيره لتفتت بسبب تساوي حصة الرجل والمرأة فيه.
ومن الجدير ذكره أيضا أن مساحة أحواض القرية تختلف عن حدود القرية الإدارية والتي تبلغ تقريبا 5كم تبدأ من وادي الخضرة شمالا حتى واديي جعوان، أي أن مشاحتها الإدارية تزيد عن مساحة الأحواض الزراعية، ولا تزال مشكلة الإفراز داخل التنظيم وخارجه من المشاكل العالقة ما بين بلدية سويمة وسلطة وادي الأردن التي تشرف على تقديم خدمات تنظيم القرى والمدن وتوزيع الأراضي الزراعية والسكنية في وادي الأردن.

## الخدمات والبنية التحتية في سويمة

### الخدمات التعليمية
تضم القرية 3 مدارس على النحو الآتي:
- مدرسة سويمة الثانوية الشاملة للذكور: تأسست عام 1955 وتبدأ من الصف الثاني الأساسي إلى الصف الثاني الثانوي، وتضم (321) طالبا.
- مدرسة سويمة الثانوية للبنات: تأسست عام 1986 وتبدأ من الصف الأول الأساسي إلى الصف الثاني الثانوي وتضم المدرسة حاليا (371) طالبة.
- مدرسة سويمة الأساسية المختلطة: تأسست عام 2001 في حي الخصاص وتبدأ من الصف الأول الأساسي إلى الصف الثالث الأساسي ويزيد عدد طلبتها عن 70 طالب وطالبة.

ولا تزال مدرية الصراهدة الأساسية في حي العروس تحت الإنشاء.

### الخدمات الصحية
يوجد في القرية مركز صحي أولي أنشئ عام 1983 ويقدم خدماته لأبناء القرية بالإضافة لمركز الأمومة والطفولة تم إنشاؤه عام 1986.

### الخدمات البريدية
تضم القرية مكتب بريدي والرمز البريدي للمكتب 18168.

### الخدمات الدينية
يوجد في القرية مسجد مساحته 124م بالإضافة لمسجد العايد الذي أقيم بتبرع شخصي والذي لا يزال تحت الإنشاء.

### -	الخدمات الاجتماعية الأخرى
تقدم جمعية سويمة الخيرية المساعدات والتبرعات لطلبة المدارس الفقراء فيما يعني مكتب مشروع توعية الحياة الذي أقامته مؤسسه نور الحسين بالتعاون مع منظمة الصحة العالمية تقديم القروض لأهالي القرية لرفع مستوى الدخل والأفراد.

### الخدمات الهاتفية
حتى ى وقت قريب كانت القرية معزولة عن العالم الخارجي، وفي آذار من عام 2001 تم ايصال الخدمة الهاتفية للمنازل بعد أن اقتصرت على البلدية والمدارس الحكومية.

### خدمات الكهرباء
تغطي الكهرباء ما نسبته 98% من القرية.

### خدمات المياه
تحصل سويمة يوم الأحد ضمن جدول توزيع المياه في الأغوار وتقدر الكمية التي تم الحصول عليها من سلطة المياه في الشونة الجنوبية 200م3 إلا أن الشكاوي مستمرة من الأهالي والمعاناة تزداد صيفا وهنا ما يدل على أن الكمية التي تحصل عليها القرية متدنية.
شبكات الصرف الصحي: تعاني قرية سويمة من عدم توفر شبكات الصرف الصحي إذ لا تزال تعتمد كمثيلاتها من قرى الأغوار على الحفر الامتصاصية التي تسبب مكاره صحية وأضرار في البيئة المحلية.